# 茂垣弘道
茂垣 弘道（もがき ひろみち）は、日本の男性アニメーションプロデューサー、スタジオコメットの代表取締役である。

## 来歴
アニメーション制作会社のナックにて『チャージマン研!』・『ドン・チャック物語』（第2期）・『星の王子さま プチ・プランス』などのプロデュースを手掛け、ナック退社後の1980年、同じくアニメ制作会社の土田プロダクションに移籍。同プロでは制作担当として『がんばれゴンベ』・『おじゃまんが山田くん』などの制作に携り、プロデューサーとしては『まんがことわざ事典』・『まんが日本史』・『さすがの猿飛』（放送当時はNASの役員も兼務しており、本作には同社所属のプロデューサーとして関わった。）・『らんぽう』などの制作に関与した。
1986年1月に土田プロダクションを退社し独立、スタジオコメットを設立した。設立以来、現在（2013年）まで25年以上に渡り同スタジオの代表取締役を務め、役員・従業員らを取り纏める傍ら『ついでにとんちんかん』・『ドラゴンクエスト』・『ツヨシしっかりしなさい』・『水色時代』・『発明BOYカニパン』『ビックリマン2000』・『Dr.リンにきいてみて!』・『おねがいマイメロディ』・『ジュエルペット』など、数々のテレビアニメのプロデュース・企画にも携っている。

## 携わった作品

### ナックでの担当作品
- アストロガンガー（1972年 - 1973年、制作担当・脚本）
- チャージマン研!（1974年、プロデューサー）
- ドン・チャック物語（1976年 - 1978年、プロデューサー）
- 星の王子さま プチ・プランス（1978-1979年、プロデューサー）
- まんが猿飛佐助（1979年 - 1980年、音響監督）

### 土田プロダクションでの担当作品
- がんばれゴンベ（1980年、制作担当）
- おじゃまんが山田くん（1980年 - 1982年、制作担当）
- まんがことわざ事典（1980年 - 1982年、プロデューサー）
- さすがの猿飛（1982年 - 1984年、プロデューサー）※当時NAS名義で活動
- まんが日本史（1983年 - 1984年、プロデューサー）
- キャプテン翼（1983年 - 1986年、プロデューサー）
- らんぽう（1984年、プロデューサー）
- あした天気になあれ（1984年 - 1985年、プロデューサー）、プロデュース

### スタジオコメットでの担当作品
- ハイスクール!奇面組（1985年 - 1987年、プロデュース）
- ついでにとんちんかん（1987年 - 1988年、プロデュース）
- 名門!第三野球部（1988年 - 1989年、プロデュース）
- ドラゴンクエスト（1989年 - 1991年、プロデュース）
- ハイスクールミステリー学園七不思議（1991年 - 1992年、プロデュース）
- まぼろしまぼちゃん（1992年 - 1993年、プロデュース）
- ツヨシしっかりしなさい（1992年 - 1994年、プロデュース）
- 餓狼伝説（1992年、プロデュース、TVスペシャル）
- 龍虎の拳（1993年、プロデュース、TVスペシャル）
- サムライスピリッツ~破天降魔の章~（1994年、プロデュース、TVスペシャル）
- キャプテン翼J（1994年 - 1995年、企画）
- 水色時代（1996年 - 1997年、プロデュース）
- ケロケロちゃいむ（1997年、プロデュース）
- 頭文字D（1998年、プロデュース）
- 発明BOYカニパン（1998年 - 1999年、プロデュース）
- 超発明BOYカニパン（1999年、プロデュース）
- ビックリマン2000（2000年 - 2001年、プロデュース）
- Dr.リンにきいてみて!（2001年 - 2002年、プロデュース）
- ホイッスル!（2002年 - 2003年、プロデュース）
- 真・女神転生Dチルドレン ライト&ダーク（2002年 - 2003年、プロデュース）※途中から
- マシュマロ通信（2004年 - 2005年、プロデュース）
- 陸奥圓明流外伝 修羅の刻（2004年、プロデュース）
- 妖怪人間ベム（2006年、企画）
- おねがいマイメロディ 〜くるくるシャッフル!〜（2006年 - 2007年、プロデュース）※途中まで
- まもって!ロリポップ（2006年、アニメーションコーディネーター）
- ジュエルペット きら☆デコッ!（2012年 - 2013年、アニメーションプロデューサー）
- 美男高校地球防衛部LOVE!LOVE!（2016年、企画）